# Завратець (Ідрія)
Завратец (словен. Zavratec) — село в горах на схід від Ідрії, Регіон Горишка,  Словенія. Висота над рівнем моря: 699,4 м.

## Церква

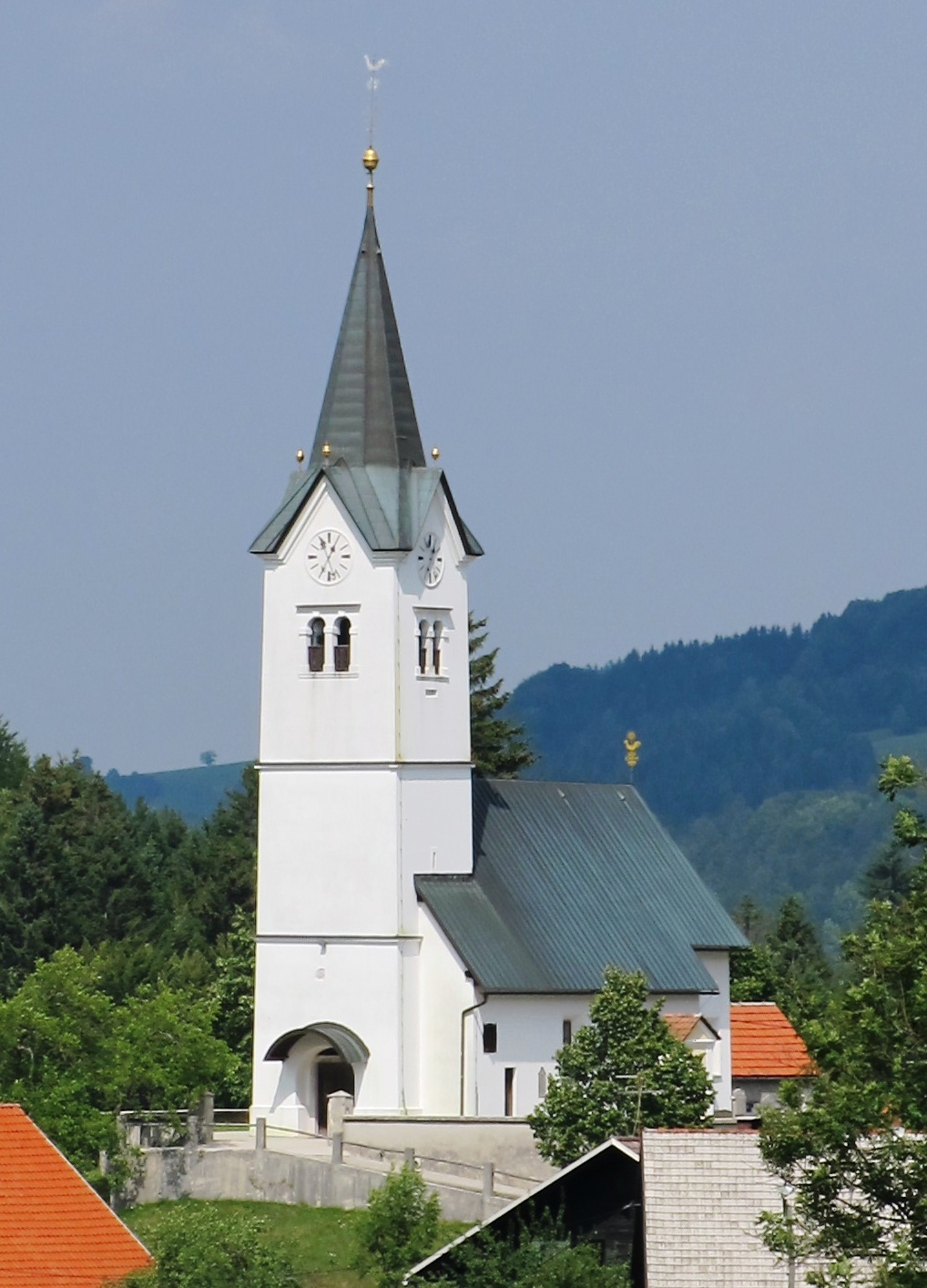
Церква Святого Ульріха

У селі знаходиться Церква Святого Ульріха. Ця церква в стилі бароко, зведена до 1647. Прикрашена фресками в 1713 році. Додаткова реконструкція відбулася в 1747 році. Церква оточена цвинтарем.